# Сибирское молоко
АО «Сибирское молоко» — продовольственная компания, крупнейшая в Сибири, ныне филиал АО Вимм-Билль-Данн. Суточная мощность — до 600 тонн сырого молока, а также 200 тонн детского питания (в месяц). Расположена в Кировском районе Новосибирска.

## История завода

### Советская эпоха
В начале 1960 годов запущен в эксплуатацию Кировский молочный комбинат. Молочную продукцию предприятие выпускало с момента создания. А начиная с середины 1990 годов он производил порядка четырёх десятков наименований продуктов (в том числе из серий «Домик в деревне», «Весёлый молочник» и т. д.).

### Современная Россия
В 2009 году была запущена линия по выпуску вязких йогуртов (уп. типа family pack). Уже в следующем году были введены ещё 2 линии: по розливу джемов, а также молока (пластиковые прозрачные бутылки). В ноябре 2012 года на заводе, компания PepsiCo, запустила 20-ю по счёту линию, по производству детского питания «Здрайверы» (вязкие йогурты, 95 грамм). В час здесь будут выпускать 6000 упаковок типа doy-pack по 95 грамм. Ежемесячная же мощность этой линии составит 200 тонн. 
На конец 2012 года, действуют 20 линий, выпускающих свыше двухсот наименований молочной и соковой продукции. Поставки выпускаемой здесь продукции осуществляются во все регионы РФ, от Урала до Дальнего Востока, а также в ближнее зарубежье. В 2012 году для PepsiCo в области посадили картофель — пока лишь пробную посадку. В перспективе компания рассматривает возможность открытия производственной линии по выпуску картофельных чипсов. По утверждению губернатора, в 2013 году картофелем планируется засадить большие площади, а в Бердске начать производство соков.

## Деятельность
Компания за годы своей деятельности наладила связи с партнёрами из Германии и Швеции и оснастила свои производственные линии их оборудованием.

### Руководство
- М. Е. Захаров (1962—1964)[4].
- Н. Н. Чернов (1964—1986)[4].
- В. Б. Комасюк (1986-?)[4].
- Е. Железнюк (2008) — директор филиала[2]
- Н. Прокопенко (2011) - директор филиала
- А.А. Жирнов  - директор филиала

### Собственники
С 1998 года «Сибирское молоко» — филиал российской компании Вимм-Билль-Данн.

## Награды
- В 1999 году «Весёлый молочник» удостоен звания лауреата в конкурсе «100 лучших товаров России». Выпускаемая продукция участвует в российских и международных выставках, получает дипломы и золотые медали[4].

## Конфликты и проблемы
В 2010 году УФАС РФ оштрафовало филиал ОАО «Вимм-Билль-Данн» на 2 млн 58 тыс. 960 рублей. Компания была оштрафована за «необоснованное повышение цены на молоко „Веселый молочник“ 2,5%-ной жирности в упаковке типа PurePack с крышкой».